# Engelbert von Morsbach
Engelbert Heinrich Hermann Maria Morsbach, seit 1906 von Morsbach, (* 7. Dezember 1876 in Berlin; † 12. November 1954 in Berleburg) war ein deutscher Generalleutnant.

## Leben

### Herkunft
Engelbert war der älteste Sohn des preußischen Generalleutnants Bernhard von Morsbach (1841–1909) und dessen Ehefrau Hedwig, geborene Drecker (* 1855). Sein Vater war am 1. Juni 1906 durch Kaiser Wilhelm II. in den erblichen preußischen Adelsstand erhoben worden. Er hatte noch vier Geschwister.

### Militärkarriere
Morsbach trat am 15. März 1895 als Zweijährig-Freiwilliger in das Grenadier-Regiment „König Friedrich Wilhelm IV.“ (1. Pommersches) Nr. 2 der Preußischen Armee ein, avancierte bis Mitte August 1896 zum Sekondeleutnant und wurde zwei Jahre später in das Infanterie-Regiment Nr. 130 nach Metz versetzt. Dort war er ab Oktober 1900 für zwei Jahre Adjutant des II. Bataillons und absolvierte anschließend zur weiteren Ausbildung die Kriegsakademie in Berlin. Mitte Oktober 1905 erfolgte seine Kommandierung zur Dienstleistung zum Großen Generalstab sowie im September 1906 die Beförderung zum Oberleutnant. Unter Belassung in seiner Stellung beim Großen Generalstab wurde Morsbach am 24. März 1909 als aggregiert zum Generalstab der Armee versetzt und am 19. August 1909 zum überzähligen Hauptmann befördert. Nach einer Verwendung vom 27. Januar 1911 bis zum 12. September 1912 im Generalstab des V. Armee-Korps trat er mit der Ernennung zum Kompaniechef im 1. Oberrheinischen Infanterie-Regiment Nr. 97 in den Truppendienst zurück.
Gemäß seiner Mobilmachungsbestimmung wurde Morsbach zu Beginn des Ersten Weltkriegs zum Ersten Generalstabsoffizier der 15. Reserve-Division ernannt. In dieser Eigenschaft nahm er an den Schlachten bei Neufchâteau, an der Maas und Marne sowie dem folgenden Rückzug teil. Während der Stellungskämpfe in der Champagne avancierte Morsbach Ende März 1915 zum Major und war im August in Vertretung Kommandeur des Reserve-Infanterie-Regiments Nr. 17. Ende November 1915 wurde er als Erster Generalstabsoffizier zum V. Armee-Korps versetzt und war hier in die Vorarbeiten zum Angriff auf Verdun sowie in den späteren verlustreichen Schlachten um Verdun und an der Somme eingebunden. Nachdem Morsbach bereits beide Klassen des Eisernen Kreuzes erhalten hatte, wurde er im Dezember 1916 mit dem Ritterkreuz des Königlichen Hausorden von Hohenzollern mit Schwertern ausgezeichnet.
Am 3. April 1917 erfolgte seine Versetzung als Erster Generalstabsoffizier zur Armeeabteilung B, die im Oberelsass in Stellungskämpfen lag. In gleicher Eigenschaft kam Morsbach am 9. September 1917 zur Heeresgruppe Herzog Albrecht in Straßburg und Mitte November 1917 erhielt er für seine Tätigkeit dort das Ritterkreuz des Ordens der Württembergischen Krone. Daran schloss sich am 2. Mai 1918 eine Verwendung als Chef des Stabes des VII. Armee-Korps unter Generalleutnant von Schoeler an. Nach Stellungskämpfen an der Avre nahm sein Korps am 9. Juni 1918 an der Schlacht bei Noyon teil. Für die Planungen und Vorbereitungen, die zum Gelingen des Angriffs führten, wurde Morsbach am 5. Juli 1918 der Orden Pour le Mérite verliehen. In den letzten Kriegsmonaten befand er sich in permanenten Abwehrkämpfen. Zunächst zwischen Soissons und Reims, zwischen Marne und Vesle, an der Ailette bis zum Rückzug auf die Antwerpen-Maas-Stellung.
Nach dem Waffenstillstand von Compiègne kehrte Morsbach unter Belassung in seiner Stellung als Chef des Stabes über Koblenz nach Osnabrück in die Heimat zurück und trat am 31. Oktober 1919 an die Spitze des Abwicklungsstabes des VIII. Armee-Korps. Nach der Auflösung des Korps nahm er seinen Abschied, der ihm am 9. April 1920 unter Verleihung des Charakters als Oberstleutnant mit der Berechtigung zum Tragen der Uniform des Generalstabes der Armee bewilligt wurde.
Morsbach war dann vom 1. April 1921 bis zum 31. März 1923 Vorstand der Reichsarchiv-Zweigstelle in Münster, bevor er am 1. Februar 1925 eine Tätigkeit als Zivilangestellter im Bereich des Wehrkreiskommandos VI aufnahm. Zum 1. Oktober 1933 wurde er als E-Offizier mit dem Dienstgrad Oberst beim Stab des Infanterie-Führers VI angestellt und ein Jahr später zum Inspekteur der Wehrersatzinspektion  in Bremen ernannt. Unter Verleihung des Charakters als Generalmajor wurde er am 30. September 1936 verabschiedet. 
Morsbach erhielt am 27. August 1939, dem sogenannten „Tannenbergtag“, den Charakter als Generalleutnant.

### Familie
Aus seiner Anfang Juli 1902 mit Hedwig Gabriel (* 1882) geschlossenen Ehe ging der Sohn Willi-Bernd (* 1903) hervor.